# Seututie 436
Pour les articles homonymes, voir Route 436.
La route régionale 436 (finnois : Seututie 436) est une route régionale allant de Kaskii à Juva jusqu'à 	Pieksänlahti à Sulkava en Finlande,,.

## Présentation
La seututie 436 est une route régionale de Savonie du Sud.

## Parcours
- Kaskii
- Pieksänlahti